# Ордена Российской Федерации
Ордена Российской Федерации — один из видов государственных наград Российской Федерации.
Следует отличать их от орденов субъектов Российской Федерации (Башкортостана, Татарстана и т. д.) и российских организаций (РПЦ, Российский императорский дом и т. д.), которые вправе учреждать свои награды (в том числе ордена).

## Перечень орденов по старшинству
| Изображение награды | Наименование награды                            | Дата учреждения      | Правила награждения | Источник |
|                     | Орден Святого апостола Андрея Первозванного     | 1 июля 1998 года     | Орден Святого апостола Андрея Первозванного — высший государственный орден Российской Федерации. Орденом награждаются выдающиеся государственные и общественные деятели и другие граждане Российской Федерации за исключительные заслуги, способствующие процветанию, величию и славе России. Орденом Святого апостола Андрея Первозванного могут быть награждены за выдающиеся заслуги перед Российской Федерацией главы и руководители правительств зарубежных государств. Девиз ордена: «За веру и верность». Знак ордена носится на орденской цепи или на плечевой ленте. Плечевая лента проходит через правое плечо. Звезда ордена располагается на левой стороне груди, слева от орденов ниже орденских колодок. Награждённым за отличия в боевых действиях вручаются знак и звезда ордена Святого апостола Андрея Первозванного с мечами. При ношении ленты ордена Святого апостола Андрея Первозванного на планке она располагается выше других орденских лент. | Указ президента Российской Федерации от 1 июля 1998 года № 757 «О восстановлении ордена Святого апостола Андрея Первозванного»                                          |
|                     | Орден Святого Георгия I степени                 | 20 марта 1992 года   | Орден Святого Георгия — высшая воинская награда Российской Федерации, восстановлена после упразднения в 1917 году. Орденом награждаются старшие и высшие офицеры за проведение боевых операций по защите Отечества при нападении внешнего противника, завершившихся полным разгромом врага, ставших образцом военного искусства, подвиги которых служат примером доблести и отваги для всех поколений защитников Отечества и которые награждены государственными наградами Российской Федерации за отличия, проявленные в боевых действиях. Орден имеет четыре степени (с I по IV, первая — высшая), присуждаемые последовательно. Лица, награждённые орденом III и IV степени, носят только знак; награждённые орденом I и II степени — носят знак и звезду. | Постановление Верховного Совета Российской Федерации от 20 марта 1992 года N0 2557-I                                                                                    |
|                     | Орден Святого Георгия II степени                | 20 марта 1992 года   | См. «Правила награждения орденом Святого Георгия I степени». | Постановление Верховного Совета Российской Федерации от 20 марта 1992 года N0 2557-I                                                                                    |
|                     | Орден Святого Георгия III степени               | 20 марта 1992 года   | См. «Правила награждения орденом Святого Георгия I степени». | Постановление Верховного Совета Российской Федерации от 20 марта 1992 года N0 2557-I                                                                                    |
|                     | Орден Святого Георгия IV степени                | 20 марта 1992 года   | См. «Правила награждения орденом Святого Георгия I степени». | Постановление Верховного Совета Российской Федерации от 20 марта 1992 года N0 2557-I                                                                                    |
|                     | Орден «За заслуги перед Отечеством» I степени   | 2 марта 1994 года    | Орден «За заслуги перед Отечеством» — общегражданская награда, которой награждаются граждане Российской Федерации за особо выдающиеся заслуги, связанные с укреплением российской государственности, социально-экономическим развитием страны, научно-исследовательской деятельностью, развитием культуры и искусства, выдающимися спортивными достижениями, укреплением мира, дружбы и сотрудничества между народами, за значительный вклад в укрепление обороноспособности страны. Девиз ордена «Польза, честь и слава» повторяет девиз императорского ордена Святого Владимира. Орден «За заслуги перед Отечеством» имеет четыре степени (с I по IV, первая — наивысшая), присуждаемые последовательно. Лица, награждённые орденом III и IV степени носят только нагрудный знак, награждённые орденом I и II степени носят нагрудный знак и звезду. Военнослужащим за отличия в боевых действиях вручается орден с изображением мечей. | Указ президента РФ от 2 марта 1994 г. N 442 «О государственных наградах Российской Федерации»                                                                           |
|                     | Орден «За заслуги перед Отечеством» II степени  | 2 марта 1994 года    | См. «Правила награждения орденом „За заслуги перед Отечеством“ I степени». | Указ президента РФ от 2 марта 1994 г. N 442 «О государственных наградах Российской Федерации»                                                                           |
|                     | Орден «За заслуги перед Отечеством» III степени | 2 марта 1994 года    | См. «Правила награждения орденом „За заслуги перед Отечеством“ I степени». | Указ президента РФ от 2 марта 1994 г. N 442 «О государственных наградах Российской Федерации»                                                                           |
|                     | Орден «За заслуги перед Отечеством» IV степени  | 2 марта 1994 года    | См. «Правила награждения орденом „За заслуги перед Отечеством“ I степени». | Указ президента РФ от 2 марта 1994 г. N 442 «О государственных наградах Российской Федерации»                                                                           |
|                     | Орден Святой великомученицы Екатерины           | 3 мая 2012 года      | Орден Святой великомученицы Екатерины — общегражданская награда, которой награждаются известные своей высокой духовно-нравственной позицией и милосердием граждане Российской Федерации и граждане иностранных государств за выдающийся вклад в миротворческую, гуманитарную и благотворительную деятельность, сохранение культурного наследия. Знак ордена Святой великомученицы Екатерины носится на плечевой ленте, которая проходит через правое плечо. Допускается ношение знака ордена Святой великомученицы Екатерины на банте, который размещается на правой стороне груди выше других государственных наград Российской Федерации. Звезда ордена Святой великомученицы Екатерины носится на левой стороне груди и располагается ниже орденов, носящихся на колодке, под звездой ордена «За заслуги перед Отечеством». | Указ президента Российской Федерации от 3 мая 2012 года № 573 «Об учреждении ордена Святой великомученицы Екатерины и знака отличия „За благодеяние“»                   |
|                     | Орден Гагарина                                  | 27 мая 2023 года     | Орденом Гагарина награждаются граждане России: - за успешное выполнение пилотируемого космического полета, программы пилотируемого космического полета по исследованию, освоению и использованию космического пространства; - за выдающиеся заслуги в организации и успешной реализации космического полета, программы космического полета по исследованию, освоению и использованию космического пространства; - за выдающиеся заслуги в реализации государственной политики в области космической деятельности, в том числе в интересах обороны и безопасности Российской Федерации; - за выдающиеся заслуги в разработке, производстве, испытании и безаварийной эксплуатации ракетно-космической техники, создании и внедрении новых технологий и проведении эффективных научных исследований; - за большие заслуги в подготовке научных и инженерно-технических кадров. Орденом могут быть награждены иностранные граждане за эффективное участие в международном сотрудничестве с Российской Федерацией в области исследования и использования космического пространства. Также награды могут быть удостоены коллективы организаций (независимо от формы собственности) за высокие достижения в развитии отечественной космонавтики (космической деятельности), в реализации государственной политики в области космической деятельности, в обеспечении обороны и безопасности Российской Федерации в космическом пространстве. | Указ Президента Российской Федерации от 27.05.2023 № 385 "Об учреждении ордена Гагарина"                                                                                |
|                     | Орден «За доблестный труд»                      | 1 февраля 2024 года  | Орденом «За доблестный труд» награждаются граждане России: - за большие заслуги в трудовой (служебной) деятельности, направленной на укрепление и развитие экономического и оборонного потенциала Российской Федерации; - за высокопроизводительный труд на предприятиях , в организациях и учреждениях, способствующий повышению конкурентоспособности отраслей российской экономики, а также различных видов продукции; - за большие заслуги в области государственного строительства, научно-технологического развития Российской Федерации и за эффективное решение социально значимых задач. орденом «За доблестный труд» могут быть награждены коллективы предприятий, организаций и учреждений независимо форм собственности за выдающиеся заслуги в укреплении и развитии экономического, научного и оборонного потенциала Российской Федерации. | Указ Президента Российской Федерации от 1.02.2024 № 81 Об учреждении ордена «За доблестный труд»                                                                        |
|                     | Орден Александра Невского                       | 7 сентября 2010 года | Общегражданская награда, которой награждаются граждане Российской Федерации, замещающие должности государственной службы, за особые личные заслуги перед Отечеством в деле государственного строительства, многолетнюю добросовестную службу и высокие результаты, достигнутые ими при исполнении служебных обязанностей, в деле укрепления международного авторитета России, обороноспособности страны, развития экономики, науки, образования, культуры, искусства, охраны здоровья и другие заслуги, а также граждане Российской Федерации за высокие личные достижения в различных отраслях экономики, научно-исследовательской, социально-культурной, образовательной и иной общественно полезной деятельности, а также видным зарубежным политическим и общественным деятелям, представителям делового сообщества иностранных государств за заслуги в развитии многостороннего сотрудничества с Российской Федерацией и оказании содействия в её социально-экономическом развитии. | Указ президента Российской Федерации от 7 сентября 2010 года № 1099 «О мерах по совершенствованию государственной наградной системы Российской Федерации»               |
|                     | Орден Суворова                                  | 7 сентября 2010 года | Воинская награда, которой награждаются командующие объединениями, их заместители, начальники оперативных управлений, оперативных отделов, начальники родов войск и специальных войск Вооружённых Сил Российской Федерации: - за умелую организацию операций и руководство группировками войск, позволившие, несмотря на упорное сопротивление противника, его численное превосходство, улучшенное техническое оснащение и более выгодное расположение на театре военных действий, достигнуть целей операций, удержать важнейшие районы своей территории, создать условия для захвата инициативы и ведения последующих операций с наступательными целями; - за умелую организацию и руководство формированиями Вооружённых Сил при проведении мероприятий стратегического сдерживания силового характера, обеспечившие недопущение агрессии против Российской Федерации и её союзников. | Указ президента Российской Федерации от 7 сентября 2010 года № 1099 «О мерах по совершенствованию государственной наградной системы Российской Федерации»               |
|                     | Орден Ушакова                                   | 7 сентября 2010 года | Воинская награда, которой награждаются офицеры из числа командования объединений и соединений Военно-Морского Флота: - за умелую организацию и проведение операций, боевых действий сил Флота самостоятельно и в составе группировок войск, в ходе которых, несмотря на численное превосходство противника, были достигнуты цели операции; - за искусно проведённый манёвр силами флота, в ходе которого удалось разгромить превосходящую группировку военно-морских сил противника; - за проявленные инициативу и решительность при выборе места и времени нанесения главного удара, позволившие разгромить группировку противника, сохранить боеспособность своих сил (войск); - за другие военно-морские заслуги… | Указ президента Российской Федерации от 7 сентября 2010 года № 1099 «О мерах по совершенствованию государственной наградной системы Российской Федерации»               |
|                     | Орден Жукова                                    | 9 мая 1994 года      | Воинская награда, которой награждаются командующие объединениями, командиры соединений, воинских частей, их заместители из числа высших и старших офицеров: - за умелую организацию и проведение операций группировок войск на стратегических направлениях или армейских операций, в ходе которых, несмотря на численное превосходство противника, были достигнуты цели операции; - за искусно проведённый манёвр на суше и в воздухе по окружению противника, в ходе которого осуществлен разгром его превосходящих сил; - за проявленные инициативу и решительность при выборе места и времени нанесения главного удара, позволившие разгромить противника на суше и в воздухе, сохранить при этом боеспособность и продолжить его дальнейшее преследование; - за другие военные заслуги… | Указ президента РФ от 9 мая 1994 года № 930 «Об учреждении ордена Жукова и медали Жукова»                                                                               |
|                     | Орден Кутузова                                  | 7 сентября 2010 года | Воинская награда, которой награждаются командиры воинских частей и их заместители, а также командиры батальонов и рот: - за умелую организацию и проведение операций, в ходе которых, несмотря на численное превосходство противника, были достигнуты цели операции; - за проявленное упорство при отражении ударов противника с воздуха, суши и моря, удержании занимаемых войсками назначенных зон ответственности, создание условий для ведения последующих операций с наступательными целями; - за умелую организацию управления войсками, создание подготовленной обороны, поддержание тесного взаимодействия между войсками, участвующими в операции, обеспечившие поражение противника на всю глубину его построения и лишившие его возможности продолжать наступление; - за другие военные заслуги… | Указ президента Российской Федерации от 7 сентября 2010 года № 1099 «О мерах по совершенствованию государственной наградной системы Российской Федерации»               |
|                     | Орден Нахимова                                  | 7 сентября 2010 года | Воинская награда, которой награждаются офицеры Военно-Морского Флота: - за успехи в разработке, проведении и обеспечении операций, боевых действий группировок сил (войск) Военно-Морского Флота самостоятельно и в составе группировок войск (сил), в результате которых успешно отражены наступательные действия противника и нанесены ему значительные потери; - за умело организованные и проведённые операции и боевые действия сил (войск) Военно-Морского Флота во взаимодействии с группировками войск других видов Вооружённых Сил Российской Федерации, в результате которых осуществлен разгром превосходящих сил противника; - за умело организованные и проведённые противодесантные действия, в результате которых нанесено поражение и сорвана высадка морского десанта противника; - за другие военно-морские заслуги… | Указ президента Российской Федерации от 7 сентября 2010 года № 1099 «О мерах по совершенствованию государственной наградной системы Российской Федерации»               |
|                     | Орден Мужества                                  | 2 марта 1994 года    | Общегражданская награда, которой награждаются военнослужащие, сотрудники органов внутренних дел Российской Федерации, Государственной противопожарной службы Министерства Российской Федерации по делам гражданской обороны, чрезвычайным ситуациям и ликвидации последствий стихийных бедствий и другие граждане за самоотверженность, мужество и отвагу, проявленные при спасении людей, охране общественного порядка, в борьбе с преступностью, во время стихийных бедствий, пожаров, катастроф и других чрезвычайных обстоятельств, а также за смелые и решительные действия, совершенные при исполнении воинского, гражданского или служебного долга в условиях, сопряжённых с риском для жизни. Лица, награждённые тремя орденами Мужества, при совершении ещё одного подвига или иного мужественного и самоотверженного поступка могут быть представлены к званию Героя Российской Федерации. | Указ президента РФ от 2 марта 1994 года № 442 «О государственных наградах Российской Федерации»                                                                         |
|                     | Орден «За военные заслуги»                      | 2 марта 1994 года    | Воинская награда, которой награждаются военнослужащие из числа офицеров: - за образцовое исполнение служебных обязанностей и достижение высокой боевой выучки военнослужащих подчинённых подразделений, частей, соединений; - за высокую боевую готовность войск и обеспечение обороноспособности Российской Федерации; - за высокие личные показатели в служебной деятельности и профессиональной подготовке, мужество и самоотверженность, проявленные при исполнении воинского долга в ходе выполнения боевых или учебно-боевых задач; - за заслуги в укреплении боевого содружества и военного сотрудничества с иностранными государствами. Награждение граждан орденом производится при условии добросовестной службы не менее 20 календарных лет, а также наличия у лица, представленного к ордену, медали Российской Федерации или почётного звания «Заслуженный военный специалист Российской Федерации». | Указ президента Российской Федерации от 2 марта 1994 года № 442 «О государственных наградах Российской Федерации»                                                       |
|                     | Орден «За морские заслуги»                      | 27 февраля 2002 года | Общегражданская награда, которой награждаются граждане за заслуги в области изучения, освоения и использования Мирового океана в интересах обороноспособности страны, обеспечения её национальной безопасности, социально-экономического и культурного развития, а также за большой вклад в укрепление морского потенциала России. Орден «За морские заслуги» носится на левой стороне груди и при наличии других орденов Российской Федерации располагается после ордена «За военные заслуги». | Указ президента Российской Федерации от 27 февраля 2002 года № 245 «Об учреждении ордена „За морские заслуги“»                                                          |
|                     | Орден Пирогова                                  | 19 июня 2020 года    | Награждаются орденом граждане России за самоотверженность при оказании медицинской помощи в условиях чрезвычайных ситуаций, эпидемий, военных действий и других обстоятельствах, сопряжённых с риском для жизни, заслуги в области практической медицинской деятельности и высокоэффективную организацию работы по диагностике, профилактике и лечению особо опасных заболеваний, вклад в укрепление общественного здоровья, предупреждение возникновения и развития инфекционных и неинфекционных заболеваний, а также в иных случаях, указанных в статуте. В определённых статутом ордена случаях награды могут быть удостоены иностранные граждане за оказание медицинской помощи в сложных клинических случаях, лечение особо опасных заболеваний, активное участие в научной деятельности российских медицинских организаций и иные заслуги. | Указ президента Российской Федерации от 19 июня 2020 года № 404 «Об учреждении ордена Пирогова и медали Луки Крымского»                                                 |
|                     | Орден «За заслуги в культуре и искусстве»       | 9 августа 2021 года  | Награждаются граждане: - за создание произведений искусств, получивших широкое признание общественности и профессионального сообщества; - за большой вклад в изучение, сохранение и популяризацию российской художественной культуры и искусства, культурного наследия народов России; - за особые заслуги в организации и проведении реставрации и восстановлении объектов культурного наследия народов России, создании историко-культурных заповедников; - за заслуги в просветительской деятельности в области культуры и искусства, патриотическом и военно-патриотическом воспитании молодежи; - за заслуги в развитии системы профессионального образования, в обеспечении высокого профессионализма российских исполнителей и их конкурентоспособности на международном уровне; - за большой вклад в создание и развитие детских и молодёжных организаций, ориентированных на творческую, добровольческую и познавательную деятельность; - за заслуги в установлении, развитии и поддержании международных культурных и гуманитарных связей; - за иные заслуги в сфере культуры и искусства. Орденом «За заслуги в культуре и искусстве» могут быть награждены иностранные граждане. | Указ Президента Российской Федерации «Об учреждении ордена „За заслуги в культуре и искусстве“ и медали „За труды в культуре и искусстве“» № 460 от 9 августа 2021 года |
|                     | Орден Почёта                                    | 2 марта 1994 года    | Общегражданская награда, которой награждаются граждане за высокие достижения в государственной, производственной, научно-исследовательской, социально-культурной, общественной и благотворительной деятельности, позволившей существенным образом улучшить условия жизни людей, за заслуги в подготовке высококвалифицированных кадров, воспитании подрастающего поколения, поддержании законности и правопорядка. Орден Почёта носится на левой стороне груди и при наличии других орденов Российской Федерации располагается после ордена «За заслуги в культуре и искусстве». Награждение орденом Почёта, как правило, производится при условии наличия у гражданина Российской Федерации, представляемого к ордену, иной государственной награды Российской Федерации. | Указ президента Российской Федерации от 2 марта 1994 года № 442 «О государственных наградах Российской Федерации»                                                       |
|                     | Орден Дружбы                                    | 2 марта 1994 года    | Общегражданская награда, которой награждаются граждане за особые заслуги в укреплении мира, дружбы, сотрудничества и взаимопонимания между народами, за плодотворную деятельность по сближению и взаимообогащению культур наций и народностей, за активную деятельность по сохранению, приумножению и популяризации культурного и исторического наследия России, за трудовые успехи в промышленности, сельском хозяйстве и других отраслях экономики, за плодотворную деятельность по развитию науки, образования, здравоохранения и культуры, за большой вклад в реализацию совместных с Российской Федерацией крупных экономических проектов и привлечение инвестиционных средств в экономику Российской Федерации, за широкую благотворительную деятельность. | Указ президента Российской Федерации от 2 марта 1994 года № 442 «О государственных наградах Российской Федерации»                                                       |
|                     | Орден «Родительская слава»                      | 13 мая 2008 года     | Общегражданская награда, которой награждаются родители (усыновители), воспитавшие семерых и более детей. Статут награды в редакции 2008 года предусматривал, что для получения ордена необходимо воспитать четырёх и более детей. В 2010 году внесены изменения и количество детей увеличено до семи. Награждение орденом усыновителей производится при условии достойного воспитания и содержания усыновлённых (удочерённых) детей в течение не менее пяти лет. Знак ордена «Родительская слава» носится на левой стороне груди и при наличии других орденов Российской Федерации располагается после знака ордена Почёта. На гражданской одежде носится лента ордена «Родительская слава» в виде розетки, которая располагается на левой стороне груди. | Указ президента Российской Федерации от 13 мая 2008 года № 775 «Об учреждении ордена „Родительская слава“»                                                              |